# Resident Evil: Dead Aim
Resident Evil Dead Aim är ett datorspel som är en del i Resident Evil-serien.

## Handling
Spelet handlar om agenten Bruce MacGavin som ska infiltrera en kapad lyxjakt. Spelet är en blandning mellan första och tredje personsperspektiv som man kan välja mellan.

## Karaktär
- Bruce McGivern
- Fong Ling
- Morpheus D. Duvall